# Камінський Віктор Євстахійович
Ві́ктор Євста́хійович Камі́нський (нар. 8 квітня 1953, Нивра Тернопільської області) — український композитор.

## Життєпис
1977 закінчив Львівську консерваторію (у Володимира Флиса), аспірантуру при Московській консерваторії по класу композиції Тихона Хрєнникова (1986).
1977-78 — викладач Рівненського Інституту культури, з 1978 — ст. викладач кафедри композиції Львівської консерваторії, доцент(1996), професор (1999), з 2002 — проректор з наукової роботи ЛНМА ім. М. Лисенка. Мешкає у Львові.
Разом з творчою діяльністю Віктор Камінський, активно займається культурно-організаційною та педагогічною роботою, з 2020 р. — Голова правління Львівської організації Національної Спілки композиторів України, часто є очільником на різних конкурсах. Серед учнів В. Камінського — композитор і музикознавець Остап Мануляк.
Автор першого в Україні навчального посібника - «Електронна та комп'ютерна музика».

## Творчість

### Музичні твори
Вокально-симфонічні твори
- поема «Корчагінці» (1978),
- Симфонія № 2 «Ріка дружби» (сл. Б.Стельмаха, 1983-86),
- кантата «Іван Підкова» (сл. Т. Шевченка, 1988),
- Дві камерні кантати (сл. Дм. Павличка, 1987; сл. Т.Шевченка, 1988),
- кантата-симфонія «Україна. Хресна дорога» (сл. І. Калипця, 1992);
- ораторія Іду. Накликую. Взиваю…, для солістів, читця мішаного хору та оркестру на тексти митрополита Андрея Шептицького в поетичному опрацюванні Ірини Калинець (1998),
- Акафіст до Пресвятої Богородиці (2002),
- кантата «Благодатна пора наступає» для солістів, мішаного хору та солістів на тексти І.Франка (2006),
- «Героїчна поема» для сопрано, баритона та симфонічного оркестру на тексти Ірини Калинець (2008),
- Hymn «Mężu natchniony przez łaskę» до віршів Św. Józefa Bilczewskiego для сопрано, барітона, мішаного хору та симфонічного оркестру(2008).
- «Пісня Мойсея» для соліста (барітон), мішаного хору та оркестру. Текст в поетичному опрацюванні Ірини Калинець. (2009).

для симфонічного оркестру
- поема «Пам'яті Каменяра» (1977),
- 2 симфонії (1982, 1983),

для струнного оркестру
- «Камерна музика» (1978),
- «Te Deum» (1996),
- «Репетиція оркестру» (2002).

концерти з камерним оркестром
- для скрипки № 1 та симфонічного оркестру (1979),
- гобоя (1980),
- фортепіано (1995).
- для 4-х солістів (дві флейти та дві скрипки), струнного оркестру, клавесина і органа (1996),
- Концерт для скрипки № 2 «Різдвяний» (2002),
- Супергармонія в ритмах «Океану» для скрипки з камерним оркестром (2007) за мотивами гурту «Океан Ельзи» Святослава Вакарчука.
- Berliner Concerto Grosso для саксофона, акордеона з камерним оркестром (2013).
- Souvenir ze Lwowa для двох фортепіано, ударних та струнного оркестру (2018).
- Leopilis Concerto Grosso для органа та струнного оркестру (2020).

камерні твори
- Струнний квартет (1976),
- Тріо для альта, фагота та фортепіано (1978),
- Соната псаломів для двох флейт і фортепіано (1993),
- «Urlicht-Irrlicht?» для флейти solo (1998),
- Соната для гітари соло (2004),
- «Голоси прадавніх гір» для кларнета, фагота та фортепіано (2009).
- Quasi una sonata для віолончелі та фортепіано (2020).

для оркестру народних інструментів
- триптих «Карпатські акварелі» (1986);

п'єси — для фортепіано, для різних інструментів з фортепіано, для флейти, сопілки соло (1982), для
2-х сопілок (1987) та ін.:
для хору
- «Гагілка» (сл. І.Калинця, 1993);
- Літургія Іоанна Златоуста для солістів і мішаного хору (1999—2000),
- Пасхальна Утреня для мішаного хору а cappella (2005),
- пісні, обр. укр. пар. пісень:

музика до театральних вистав — «Маруся Чурай», «Народний Малахій», «Павло Полуботок», «Мазепа».

### Методична література
- Камінський В. Електронна та комп'ютерна музика : Навчальний посібник для спеціальності музичне мистецтво [Архівовано 20 січня 2022 у Wayback Machine.]. Львів : Сполом, 2001. 212 с.

## Звання та премії
- 1995 — заслужений діяч мистецтв України.
- 2000 — премія імені Миколи Лисенка (2000).
- 2004 — премія імені Станіслава Людкевича (2004).
- 2005 — Національна премія України імені Тараса Шевченка за Концерт № 2 «Різдвяний», симфонію-кантату «Україна. Хресна дорога», ораторії «Іду. Накликую. Взиваю…» та «Акафіст до Пресвятої Богородиці».